# Anna-Maria Zivkov
Anna-Maria Zivkov (* 21. August 1999 in Mainz) ist eine Pop-Schlagersängerin.

## Leben
Anna-Maria Zivkov wurde 1999 in Mainz als drittes Kind bulgarischer Eltern geboren. Sie hat eine ältere Schwester und einen Bruder.
Ihr musikalischer Weg begann mit einem Auftritt bei X Factor in Bulgarien, der ihr den Weg für weitere Auftritte in bulgarischen TV-Shows wie „Star Struck“ und „The Star in Us“ ebnete. In Deutschland war Anna-Maria unter anderem bei Sat.1, RTL und auf Netflix zu sehen. Sie nahm an der Musikshow „All Together Now“ teil.
2023 wurde ihre erste Single Ein Herzschlag entfernt veröffentlicht, bei der sie mit Calvin und TOBEY NIZE zusammenarbeitete. Anschließend begann sie ihre Solokarriere und debütierte beim Label Fiesta Records mit dem Song Herzenssabotage. Sie nahm mit dem Ariana-Grande-Cover Side to Side an der Blind Audition von The Voice of Germany teil.
Am 5. Juli 2024 veröffentlichte Anna-Maria ihre Single Como El Fuego. Darüber hinaus trat sie beim Schlager-Event „Schlaghammer“ in Berlin auf, bei der auch Jürgen Drews und Michele auftraten.

## Diskografie
- 2023: Ein Herzschlag entfernt (Single feat. Calvin & TOBEY NIZE)
- 2024: Herzenssabotage (Single)
- 2024: Como el fuego (Single)